# 台湾総修院
台湾総修院（たいわんそうしゅういん、中: 天主教台灣總修院、カトリック台湾大神学校の意、英: Taiwan Catholic Regional Seminary） は、台湾に所在するカトリック司教団立の大神学校である。所在地は台湾新北市新荘区三泰路58号。現任の院長はヨセフ陳盛龍（台北教区司祭）。

## 概要
1994年、教皇庁福音宣教省が台湾に設置した台南 碧岳神学院（1962年設立）および台北 聖多瑪斯総修院（1965年設立）を統合し、カトリック台湾総修院として1994年に再スタート。本校の守護聖人はピウス10世および聖トマス、創立記念日は5月13日。

## 教育内容
本校では司教団の規定により属神的および属人的人材育成を実施している。
1. 霊性年 – 召命の見極めおよび霊性教育を実施。
2. 哲学年 – 教会の伝統に従ってスコラ哲学および中国哲学の概論を、校内または輔仁大学宗教学科、哲学科で受講。
3. 神学年 – 神学教育の基礎を固めるため、3年間、輔仁大学神学院を受講。
4. 司牧年 – 重点的に調整したカリキュラムおよび司牧実習を、本校の計画により実施。

## 入学資格
- カトリック教会台湾各教区、各修道会、各外地華僑修道士および小神学校の卒業見込者。
- 高卒以上、受洗3年以上、受堅済み、心身健康で修道を望む未婚男性のカトリック信徒。

## 備考
司祭養成課程のほか、男女修道士および一般信徒にも本校課程の聴講制度がある。